# الجزائر في الألعاب الأولمبية الصيفية 1980
شاركت الجزائر في ألعاب أولمبية صيفية 1980 بموسكو بعد مقاطعة ألعاب أولمبية صيفية 1976.

## كرة قدم
مشاركة المنتخب الجزائري لكرة القدم في المبياد موسكو 1980 كانت إجابية لحد كبير، حيث مثل الجزائر في نلك المشاركة كل من :
- مرادعمارة
- محمدقندوز
- بوزيدمحيوز
- شعبان مرزقام
- محمج خديس
- رابح ماجر
- علي فرقاني
- تاج بن ساوة
- لخضر بلومي
- صالح عصاد
- محمد رحماني
- صالح لربيس
- جمال مناد
- محمد بوحلة
- عبد الرحمن درواز
- ياسين ياحي
- محمد عمر غريب

بقيادة المدرب:خالف محي الدين
تاهل المنتخب الجزائري إلى الدور الثاني عن جدارة واستحقاق بعد ما احتل المركز الثاني بعد ألمانيا ب 04 نقاط وكانت النتائج كالتالي:
| الجزائر | 0-3 | سوريا           |
| الجزائر | 1-0 | ألمانيا الشرقية |
| الجزائر | 1-1 | اسبانبا         |

اما الدور الثاني فاصطدم الخضر بالمنتجب اليوغسلافي القوي حينها وخسر المقابلة بنتيجة 3مقابل 0 واقصي محاربوا الصحراء، لكن ربحو منتخيا شابا احيا افراح الجزائريين لسنواة عديدة.